# Södermalmskyrkan

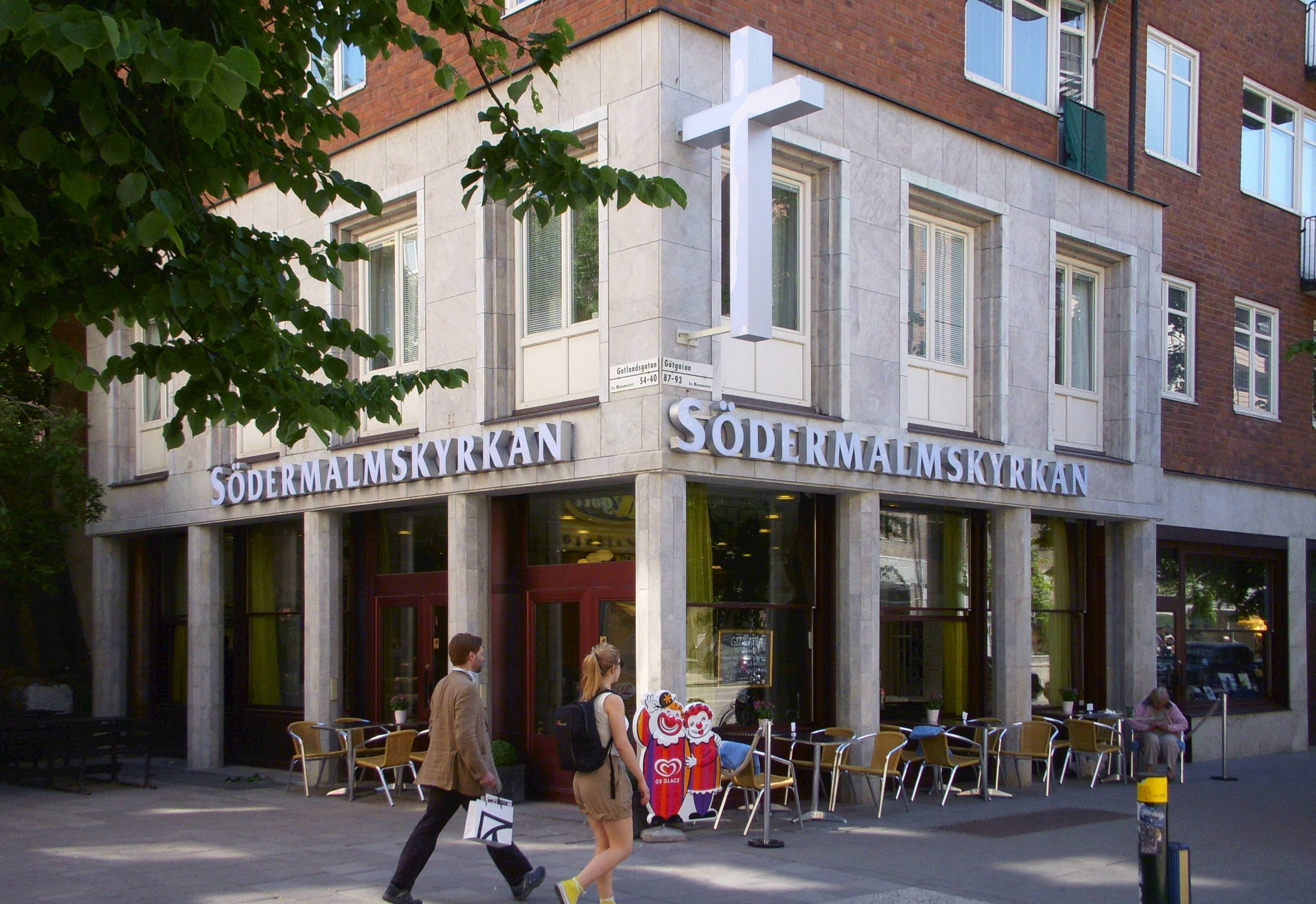
Södermalmskykan i hörnet Götgatan / Gotlandsgatan. Foto från 2010.

Södermalmskyrkan, sedan 2019 We Are One Church, är en frikyrka i Stockholm med cirka 1 200 medlemmar. Kyrkan ligger i hörnet Götgatan / Gotlandsgatan på Södermalm.

## Organisation
Till en början ingick kyrkan i pingströrelsen, blev i slutet av 1980-talet en del av trosrörelsen men är sedan 2003 samfundsoberoende och organiserar sitt evangelisationsarbete enligt G12-visionen. Modellen är  och är ett arbetssätt för att tillämpa missionsbefallningen. 

## Historia

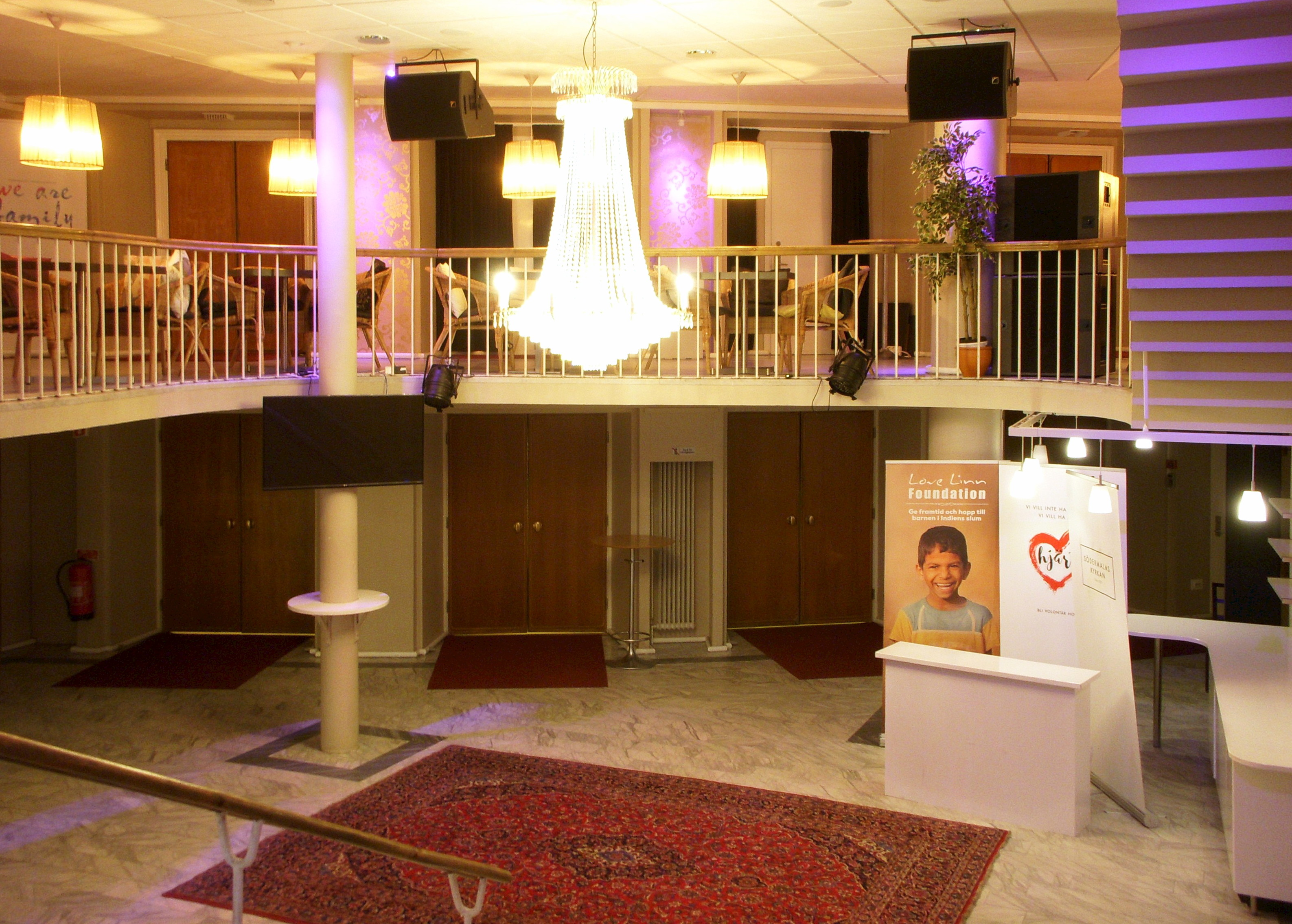
Södermalmskyrkans foajé, 2017.

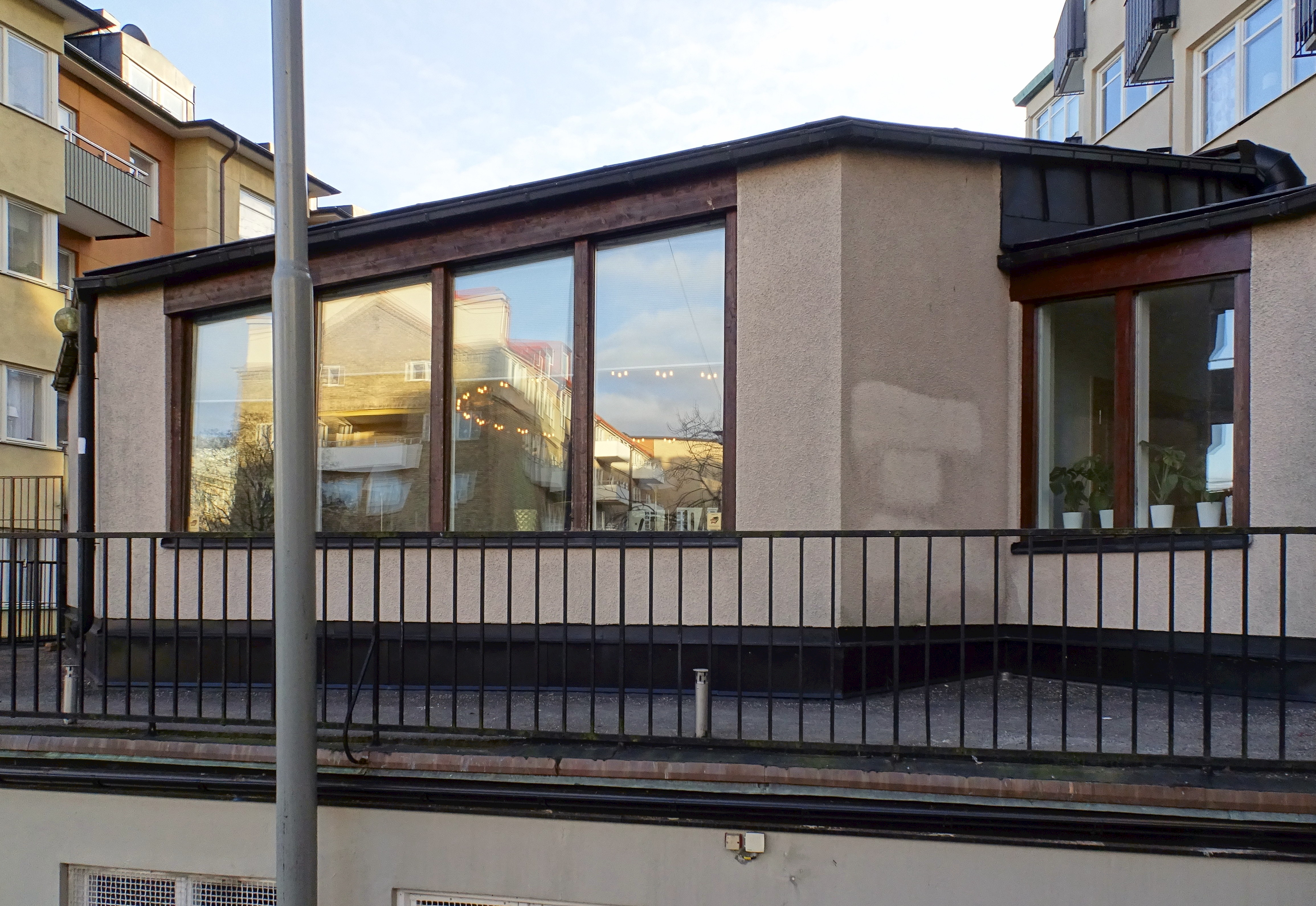
Lilla kyrkosalen ligger vid Gotlandsgatan.

Södermalmskyrkans historia började år 1929 då de två pingstförsamlingarna Tabor (bildad 1919) och Smyrna (bildad 1917) slogs ihop och grundade Södermalms Fria Församling. I folkmun kallades församlingen alltsedan grundandet Södermalmskyrkan, ett namn som den även officiellt bytte till 1999.
Alfred Gustavsson, före detta medarbetare till Lewi Pethrus, valdes till församlingens pastor och var det fram till 1945. År 1938 blev även C.G. Hjelm pastor i församlingen. Till en början hade de sin verksamhet i den hyrda före detta Mosebacke Biograf-Teatern vid Mosebacke torg 16, som knappt rymde de då 500 medlemmarna. I sökandet efter en ny kyrkobyggnad fann församlingen en lämplig tomt i kvarteret Monumentet i hörnet av Götgatan/Gotlandsgatan. Kyrkan byggdes efter en hård kamp med stadens myndigheter och stod klar 16 mars 1941. Arkitekt var Adrian Pettersson som senare kallade sig Adrian Langendal. Lokalerna nyttjas än idag.
Pastor i församlingen var tidigare Bror Spetz. Numera leds församlingen av Lennart och Carolina Torebring. 

## Andra verksamheter
Södermalmskyrkan är huvudman för en kristen friskola med förskoleverksamhet och grundskola från klasserna 1–9. Skolan, som är belägen i Hammarbyhöjden, vann 2009 Stockholms stads pris för bästa skola i Stockholm.
Kyrkan driver även, tillsammans med en lokal kyrka, flera skolor i slummen i Indien för att ge fattiga barn utbildning, mat och kläder. Idag finns 17 skolor med ca 100 elever vardera.

## Större evenemang
Södermalmskyrkan anordnar varje år en kristen konferens och en julkonsert. År 2007 hyrde kyrkan Globen och höll en stor gospelkonsert. År 2010 hyrde Södermalmskyrkan Kungsträdgården och anordnade en heldag med konserter och gudstjänster. År 2013 höll kyrkan i Globen en stor gospelkväll, som direktsändes i den kristna TV-kanalen Kanal 10.

### Fotnoter
1. ↑  Södermalmskyrkan byter namn, Världen idag, 30 maj 2019. Läst 22 mars 2022.
2. 1 2  ”Kyrkan växer på Södermalm”. Inblick. 6 maj 2009. Arkiverad från originalet den 17 mars 2017. https://web.archive.org/web/20170317054730/http://www.inblick.se/Default.aspx?ID=9&PID=63&Action=1&NewsId=16#. Läst 9 januari 2013.
3. ↑  RAÄ:s bebyggelseregister: STOCKHOLM MONUMENTET 33 – husnr 1.
4. ↑  ”Kvalitetsutmärkelsen 2009 – vinnare och nominerade”. Kvalitetsutmärkelsen 2009 – vinnare och nominerade. Stockholms Stad. http://www.stockholm.se/OmStockholm/Kvalitetsarbetet/Kvalitetsutmarkelsen1/Tidigare-vinnare-och-nominerade/Kvalitetsutmarkelsen---vinnare-2009/. Läst 20 augusti 2011.
5. ↑  ”Love Linn Foundation”. Love Linn Foundation. Södermalmskyrkan. Arkiverad från originalet den 13 mars 2013. https://web.archive.org/web/20130313230016/http://www.sodermalmskyrkan.se/lovelinn. Läst 9 januari 2013.
6. 1 2  ”Nu blir Globen kykan för en kväll”. Dagen. Arkiverad från originalet den 18 april 2013. https://archive.is/20130418014001/http://www.dagen.se/nyheter/nu-blir-globen-kyrka-for-en-kvall/. Läst 31 januari 2013.
7. ↑  ”Södermalmskyrkan i Kungsträdgården”. Kungsträdgården. Arkiverad från originalet den 11 augusti 2010. https://web.archive.org/web/20100811223512/http://www.kungstradgarden.se/web/Sodermalmskyrkan.aspx. Läst 31 januari 2013.

### Webbkällor
- Södermalmskyrkan
- G12-modellens internationella webbplats
- Misión Carismática Internacional
- Vad är Cesar Castellanos G12-metod? bibelfokus.se.